# منتخب البرتغال لسباعيات الرغبي للسيدات
منتخب البرتغال الوطني لسباعيات الرغبي للسيدات هو ممثل البرتغال الرسمي في المنافسات الدولية في سباعيات الرغبي للسيدات.